# Eleutherodactylus barlagnei
Eleutherodactylus barlagnei é uma espécie de anura da família Eleutherodactylidae.
É endémica de Guadeloupe.
Está ameaçada por perda de habitat.